# 뉴욕 시장
뉴욕 시장(영어: Mayor of New York City)은 뉴욕시 정부의 행정부 수반이자 뉴욕의 최고 경영자이다. 시장실은 모든 도시 서비스, 공공 재산, 경찰 및 소방, 대부분의 공공 기관을 관리하고 뉴욕 시 내의 모든 시와 주법을 시행한다.
뉴욕 시장 관리 예산실이 감독하는 이 예산은 2021년 회계연도에 총 1,007억 달러로 미국에서 가장 큰 시 예산이다. 그 도시는 325,000명의 사람들을 고용하고, 110만 명 이상의 학생들을 교육하는 데 약 210억 달러를 쓰고, 270억 달러의 세금을 부과한다. 그것은 주와 연방 정부로부터 140억 달러를 받았다.
시장 사무실은 뉴욕 시청사에 위치해 있으며 뉴욕시, 맨해튼, 브루클린, 브롱크스, 스태튼아일랜드, 퀸스의 5개 자치구 모두를 관할한다. 시장은 부시장들과 도시 기관들과 부서들을 이끄는 위원들을 포함한 많은 관리들을 임명한다. 시장의 규정은 뉴욕시 규칙 제43호에 정리되어 있다. 현행법에 따르면 시장은 4년 연임으로 제한되지만 4년 휴식 후 재출마할 수 있다. 2008년 10월 23일 뉴욕 시의회가 임기 제한 연장을 법으로 통과시키는 것에 찬성 29 대 반대 22로 투표했을 때 연임 제한은 2회에서 3회로 변경되었다. 하지만 2010년, 한도를 두 번의 임기로 되돌리는 국민투표가 압도적으로 통과되었다.
현재 시장은 2021년 11월 2일에 선출된 에릭 애덤스이며, 2022년 1월 1일 자정 직후 취임했다.

## 같이 보기
- 뉴욕시 정부
- 뉴욕의 역사
- 뉴욕 시의회